# زينب هوماتوفا
زينب هوماتوفا (مواليد 6 ديسمبر 1999) هي لاعبة جمباز إيقاعية جماعية أذربيجانية صاحبة الميدالية البرونزية في بطولة العالم لعام 2022 3 شرائط + 2 كرات. حائزة على الميدالية الفضية الشاملة للمجموعة الأوروبية لعام 2020 والميدالية البرونزية الشاملة للمجموعة الأوروبية لعام 2022.

## روابط خارجية
- زينب هوماتوفا في الاتحاد الدولي للجمباز